# UCI Women’s WorldTeam
UCI Women’s WorldTeams sind durch den Weltradsportverband UCI lizenzierte Radsportteams im Straßenradsport der Frauen.
Die Teamkategorie UCI Women’s WorldTeam wurde zur Saison 2020 eingeführt und ist die erste Division im Straßenradsport der Frauen. Die Women’s WorldTeams sind zu Wettbewerben der UCI Women’s WorldTour durch die Veranstalter einzuladen. Unterhalb der WorldTeams gibt es seit 2020 die UCI Women’s Continental Teams, ab 2025 zwischen den WorldTeams und den Continental Teams zusätzlich die UCI Women’s ProTeams als zweite professionelle Division.

## Identität, Name  und Nationalität
Ein UCI Women’s WorldTeam besteht aus dem Teamsbetreiber paying agent, den Sponsoren (darunter bis zu drei Hauptpartnern), den Radrennfahrerinnen und den anderen Beschäftigen des Teams (Manager, Trainer, Teamarzt, Soigneur, Mechaniker etc.).
Der Name eines UCI Women’s WorldTeams ist der Name oder die Marke einer oder mehrerer der Hauptpartner. Der Teamname ändert sich also bei einem Wechsel der Sponsoren und kann auch ganz oder zum Teil zum Namen eines anderen Teams werden.
Die Nationalität eines UCI WorldTeams bestimmt sich wahlweise nach dem Sitz des Teambetreibers, bzw. dem Land, in welchem das beworbene Produkt, Service oder Marke gehandelt wird, und hat keine praktische Bedeutung.

## UCI Women's WorldTour-Team-Lizenz
Die UCI vergibt die UCI Women's WorldTour Team-Lizenzen von bis zu vier Jahren auf der Grundlage sportlicher, ethischer, finanzieller, administrativer und organisatorischer Kriterien. Die lizenzierten Teams werden UCI Women*s WorldTeams genannt und sind jährlich neu zu registrieren. Dabei kann die Lizenz bei Nichterfüllung dieser Kriterien verfallen.
Die Gesamtzahl der UCI WorldTour-Team-Lizenzen ist 2020 auf acht, 2021 auf zwölf ab 2022 auf 15 begrenzt. Alle in den Jahren von 2020 bis 2022 vergebenen Lizenzen sind bis zum Saisonende 2023 begrenzt.
Das ethische Kriterium betrifft insbesondere die Frage des Dopings. Das administrative Kriterium betrifft insbesondere die Erfüllung der Regeln der Lizenzierung, z. B. der Vorlage der Verträge und ihrer Übereinstimmung mit den Regeln. Das finanzielle Kriterium betrifft Leistungsfähigkeit bezüglich der Erfüllung der Verbindlichkeiten.
Das organisatorische Kriterium gilt ab der Saison 2021 und betrifft insbesondere die Betreuung durch Mediziner und Trainer sowie die Begrenzung der Renntage je Fahrerinnen auf 75.
Erfüllen mehr Teams diese Kriterien als Lizenzen zu vergeben sind, kommt das sportliche Kriterium zur Anwendung. Für die Saisons 2020 bis 2023 wird die UCI-Teamweltrangliste zum 1. Oktober herangezogen. Von 2024 an werden 4-jährige Lizenzen für die ersten fünf Teams eines UCI Women’s WorldTeams Rankings vergeben, 3-jährige für die Plätze sechs bis 10 und zweijährige für die Plätze elf bis 15. Das fünfzehnte Team misst sich zusammen mit den Neubewerbungen nach der UCI-Teamweltrangliste.

## Fahrerinnen
Die Fahrerinnen der UCI Women's WorldTeams sind Berufsradsportlerinnen. Ihre Mindestarbeitsbedingungen werden durch UCI-Reglement geregelt. Das Mindestgehalt beträgt ab der Saison 2023 dem Mindestgehalt der Fahrer eines UCI ProTeams.
Die Mindestanzahl von Fahrerinnen je Team beträgt zehn (2020 und 2021: neun). Die Höchstanzahl von Fahrerinnen je UCI Women's beträgt 22 (2020 und 2022: 16).
Darüber hinaus kann ein UCI Women's WorldTeam ab dem 1. August eines jeden Jahres bis zu zwei Fahrerinnen als Stagiaires vertraglich verpflichten, die allerdings nicht an Rennen der UCI Women's WorldTour teilnehmen dürfen.